# Жапараиба
Жапараиба (порт. Japaraíba) — муниципалитет в Бразилии, входит в штат Минас-Жерайс. Составная часть мезорегиона Центр штата Минас-Жерайс. Входит в экономико-статистический микрорегион Бон-Деспашу. Население составляет 3590 человек на 2006 год. Занимает площадь 172,129 км². Плотность населения — 20,9 чел./км².

## История
Город основан 30 декабря 1962 года. 

## Статистика
- Валовой внутренний продукт на 2003 год составляет 18 562 670,00 реалов (данные: Бразильский институт географии и статистики).
- Валовой внутренний продукт на душу населения на 2003 год составляет 5249,62 реалов (данные: Бразильский институт географии и статистики).
- Индекс развития человеческого потенциала на 2000 год составляет 0,753 (данные: Программа развития ООН).